# John Smithson

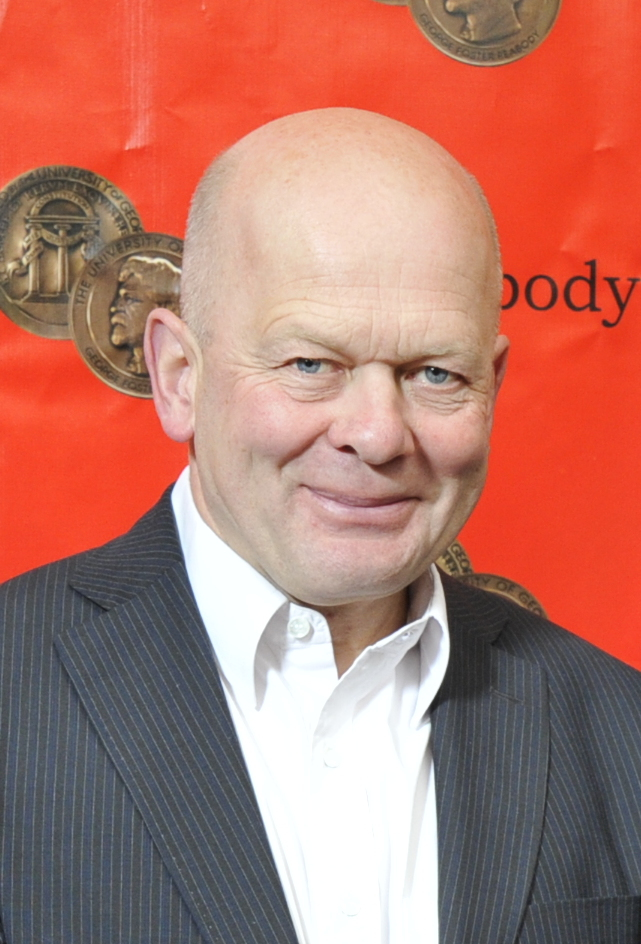
John Smithson (2010)

John Smithson (* März 1952) ist ein britischer Film- und Fernsehproduzent, der überwiegend im Bereich des Dokumentarfilms tätig ist.

## Karriere
Smithsons Karriere im Filmgeschäft begann 1987 bei der Dokumentationsfernsehserie Rough Justice als er für zwei Episoden als Produzent verantwortlich war. Gemeinsam mit David Darlow war er 1988 Co-Gründer des Fernsehproduktionsunternehmen Darlow Smithson Productions (DSP). Im Juni 2002 übernahm Smithson die volle Kontrolle und erwarb Darlows 50 % Unternehmensanteil. Ende 2009 übernahm Endemol DSP von IMG Media. Mitte 2011 verließ Smithson das Unternehmen und gründete mit den ehemaligen DSP-Mitarbeitern Iain Pelling und Tom Brisley in London das Unternehmen Arrow Media, wo Smithson als Creative Director der Produktionssparte Arrow Pictures wirkt.
Smithson produzierte Fernsehfilme wie zum Beispiel Todesflug KAL 007 und The Affair, in denen er in gleicher Tätigkeit mitwirkte. Im Jahr 2004 erhielt Smithson einen BAFTA-Award für den Film Sturz ins Leere, der als bester britischer Film ausgezeichnet wurde. Für den Film The Last Dragon erhielt er eine Emmy-Nominierung im Jahr 2005. Für die Filme 9/11: The Falling Man, 127 Hours und Sherpa erhielt Smithson drei weitere Nominierungen bei den BAFTA-Awards.
Bei der Oscarverleihung 2011 erhielt Smithson mit Danny Boyle und Christian Colson für seine Beteiligung an 127 Hours eine Nominierung in der Kategorie Bester Film.
Hauptsächlich lässt Smithson für das Fernsehen Dokumentarfilme bzw. -serien produzieren. Dabei wird über Ereignisse wie zum Beispiel Terroranschläge am 11. September 2001, Thrilla in Manila oder den Abschluss des Korean-Air-Lines-Flug 007.

## Filmografie (Auswahl)
- 1987: Rough Justice (Fernsehserie)
- 1989: Todesflug KAL 007 (Coded Hostile / Tailspin: Behind the Korean Airliner Tragedy, Fernsehfilm)
- 2003: Sturz ins Leere (Touching the Void)
- 2004: The Last Dragon (Fernsehfilm)
- 2006: 9/11: The Falling Man (Dokumentarfilm)
- 2007: Comet Impact – Killer aus dem All (Impact Earth)
- 2008: Thrilla in Manila (Dokumentarfilm)
- 2010: 127 Hours
- 2015: Sherpa (Dokumentarfilm)